# 사가 리쿠
사가 리쿠(일본어: 嵯峨 理久, 1998년 5월 27일~)는 일본의 축구 선수이다.

## 구단 경력
그는 2021년 일본 풋볼 리그의 이와키 FC에 입단했다. 2021년 일본 풋볼 리그 우승으로 J3리그로 승격했다. 2022년 J3리그 우승으로 J2리그로 승격했다. 2024년까지 92경기에 출전하여, 14득점을 넣었다. 2024년 7월 파지아노 오카야마로 이적했다. 2024년 J2리그 5위를 기록하여 J1리그로 승격했다.